# Vivaro Romano
Vivaro Romano település Olaszországban, Lazio régióban, Róma megyében. Lakosainak száma 153 fő (2024. január 1.). Vivaro Romano Carsoli, Oricola, Orvinio, Pozzaglia Sabina, Turania, Vallinfreda és Riofreddo községekkel határos.

## Népesség
A település lakossága az elmúlt években az alábbi módon változott:
| Lakosok száma | 170  | 158  | 153  |
|               | 2017 | 2018 | 2024 |